# Valchedram Island
Valchedram Island (englisch; bulgarisch остров Вълчедръм ostrow Waltschedram) ist eine in südost-nordwestlicher Ausrichtung 280 m lange Insel vor der nördlichen Spitze der Johannes-Paul-II.-Halbinsel auf der Livingston-Insel im Archipel der Südlichen Shetlandinseln. Sie liegt 1,35 km nordwestlich des Kap Shirreff und 2,2 km nordnordöstlich von San Telmo Island.
Bulgarische Wissenschaftler kartierten sie 2008. Die bulgarische Kommission für Antarktische Geographische Namen benannte sie im selben Jahr nach der Stadt Waltschedram im Nordwesten Bulgariens.